# Будущий фильм Энга Ли
Будущий биографический фильм о Брюсе Ли режиссёра Энга Ли работа над которым началась осенью 2022 года. Роль Брюса Ли в фильме исполнил Мэйсон Ли. Производство было временно приостановлено из-за забостовки SAG-AFTRA.

## Сюжет
Сюжет будущего байопика покажет «путь Брюса Ли в американском кинематографе и как непросто складывалась его карьера». По информации издания Collider основное внимание в будущем фильме будет уделено периоду создания фильма «Выход дракона», поскольку в это время происходили драматические и полные конфликтов события.

## В ролях
- Мэйсон Ли — Брюс Ли

## Производство
О начале работы над проектом стало известно в ноябре 2022 года. Режиссёром фильма станет Энг Ли. «Я чувствую себя обязанным рассказать историю этого блестящего, уникального человека, который жаждал принадлежать себе, обладал огромной силой в 135-фунтовом теле и благодаря неустанному труду превратил невозможные мечты в реальность» — говорит Энг Ли. Главную роль исполнит Мэйсон Ли, сын режиссёра. Продюсер Лоуренс Грей говорит: «Процесс кастинга для биографического фильма о Брюсе Ли был непростым, поскольку найти подходящего человека для изображения мастера боевых искусств было крайне важно. Мы провели обширный поиск по всей Азии и Северной Америке и не нашли никого, кто был бы столь же привлекателен, как Мейсон». Мейсон последние пять лет, тренировался и изучал боевой стиль Брюса Ли, чтобы в точности изобразить легендарного актёра на экране.
По словам продюсера фильма Лоуренса Грея, он ожидает, что съёмки возобновятся сразу же после окончания забостовки SAG-AFTRA.
Производством фильма занимается компания 3000 Pictures, принадлежащая Sony. Дэн Фаттерман работает над новым вариантом сценария, который ранее был написан Джин Кастелли, Алексом Лоу, Мейбл Чунг и Уэллсом Тауэром.
Продюсерами фильма стали Лоуренс Грей, Шеннон Ли, Энг Ли, Бен Эверард и Брайан Белл, а Элизабет Габлер и Мариса Пайва курируют проект от студии.